# Малая Широкая
Малая Широкая (Ай-Кому-Игол) — река в России, протекает по Томской области. Устье реки находится в 35 км по левому берегу реки Широкая (Кому-Игол). Длина реки составляет 15 км.

## Данные водного реестра
По данным государственного водного реестра России относится к Верхнеобскому бассейновому округу, водохозяйственный участок реки — Васюган, речной подбассейн реки — Васюган. Речной бассейн реки — (Верхняя) Обь до впадения Иртыша.
Код объекта в государственном водном реестре — 13010800112115200030522.